# Pierre VI d'Alexandrie
Pierre VI d'Alexandrie (mort en 2 avril 1726) est le 104e patriarche copte d'Alexandrie.

## Biographie
Le future patriarche Petros naît dans une famille pieuse de la ville d'Assiout. Il est élevé par ses parents dans les préceptes de la religion. Nommé Mourgan lors de son baptême  et il est ensuite connu sous le nom de Petros El-Assuity. À l'âge adulte, il entre dans le monastère Saint-Antoine sur le mont  El-Arabah, où il revêt l'habit de moine. Sa vie ascétique et son humilité le font désigner comme prêtre par la communauté. Il se rend au Caire où il est ordonné comme prêtre pour le monastère de Saint-Paul le premier ermite des mains du patriarche Jean XVI, (Yoannis El-Toukhy ), dans l'église de la Sainte Vierge d'Haret El-Roum.
Il est consacré Patriarche du Siège de Saint-Marc le dimanche 17e jour de Mesra 1434 A.M. (soit le 21 août 1718 A.D.) dans l'église de Saint-Mercurius dans le Vieux-Caire.
Il meurt à l'âge d'environ 46 ans;  le 26e jour de Barmahat
 1442 A.M., c'est-à-dire le 2 avril 1726 A.D. Son corps est placé dans le Tombeau des Patriarches de l'église su Monastère Saint-Mercure dans le Vieux-Caire. Contemporain du sultan ottoman Ahmed III, il avait occupé le siège patriarcal 7 ans, 7 mois et 11 jours. Après sa mort, le siège patriarcal demeure vacant pendant 9 mois et 11 jours.